# Karyótissa
Karyótissa är en ort i Grekland.   Den ligger i prefekturen Nomós Péllis och regionen Mellersta Makedonien, i den norra delen av landet, 300 km norr om huvudstaden Aten. Karyótissa ligger 9 meter över havet och antalet invånare är 1 965.
Terrängen runt Karyótissa är platt. Runt Karyótissa är det ganska tätbefolkat, med 120 invånare per kvadratkilometer. Närmaste större samhälle är Giannitsá, 8,3 km öster om Karyótissa. Trakten runt Karyótissa består till största delen av jordbruksmark.